# Tenellia
Genre
Tenellia est un genre de mollusques nudibranches de la famille des Trinchesiidae (anciennement des Tergipedidae).

## Liste d'espèces
Selon World Register of Marine Species (19 décembre 2020) :
- Tenellia adspersa (Nordmann, 1845)
- Tenellia fuscata (Gould, 1870)
- Tenellia ivetteae Gosliner & Bertsch, 2017